# Мадрид (Айова)
Мадрид (англ. Madrid) — місто (англ. city) в США, в окрузі Бун штату Айова. Населення — 2802 особи (2020).

## Географія
Мадрид розташований за координатами 41°52′32″ пн. ш. 93°49′12″ зх. д. / 41.87556° пн. ш. 93.82000° зх. д. (41.875629, -93.820109).  За даними Бюро перепису населення США в 2010 році місто мало площу 3,08 км², уся площа — суходіл.

## Демографія
Згідно з переписом 2010 року, у місті мешкали 2543 особи в 1045 домогосподарствах у складі 682 родин. Густота населення становила 826 осіб/км².  Було 1138 помешкань (370/км²).
Расовий склад населення:
| - 98,6 % — білих - 0,2 % — чорних або афроамериканців - 0,1 % — корінних американців - 0,1 % — азіатів |

До двох чи більше рас належало 0,8 %. Частка іспаномовних становила 0,8 % від усіх жителів.
За віковим діапазоном населення розподілялося таким чином: 24,7 % — особи молодші 18 років, 55,5 % — особи у віці 18—64 років, 19,8 % — особи у віці 65 років та старші. Медіана віку мешканця становила 40,2 року. На 100 осіб жіночої статі у місті припадало 89,1 чоловіків;  на 100 жінок у віці від 18 років та старших — 82,1 чоловіків також старших 18 років.
Середній дохід на одне домашнє господарство  становив 59 119 доларів США (медіана — 54 444), а середній дохід на одну сім'ю — 66 352 долари (медіана — 59 671). Медіана доходів становила 44 018 доларів для чоловіків та 40 577 доларів для жінок. За межею бідності перебувало 9,7 % осіб, у тому числі 18,0 % дітей у віці до 18 років та 9,6 % осіб у віці 65 років та старших.
Цивільне працевлаштоване населення становило 1171 осіб. Основні галузі зайнятості: освіта, охорона здоров'я та соціальна допомога — 23,7 %, роздрібна торгівля — 16,1 %, будівництво — 12,6 %, виробництво — 10,7 %.